# Première circonscription de Chilga
La première circonscription de Chilga est une des 135 circonscriptions législatives de l'État fédéré Amhara, elle se situe dans la Zone Nord Gonder. Son représentant actuel est Kebede Zegeye Takele.